# تپه توه حشکه
تپه توه حشکه مربوط به هزاره اول قبل از میلاد است و در شهرستان کوهدشت، بخش کونانی، دهستان کونانی، جنوب روستای توه حشکه واقع شده و این اثر در تاریخ ۲۲ اسفند ۱۳۸۵ با شمارهٔ ثبت ۱۸۲۳۱ به‌عنوان یکی از آثار ملی ایران به ثبت رسیده است.